# Șcerbașînți, Bohuslav
Șcerbașînți (în ucraineană Щербашинці) este o comună în raionul Bohuslav, regiunea Kiev, Ucraina, formată numai din satul de reședință.

## Demografie
Componența lingvistică a comunei Șcerbașînți
     Ucraineană (98,19%)
     Rusă (1,81%)
Conform recensământului din 2001, majoritatea populației comunei Șcerbașînți era vorbitoare de ucraineană (98,19%), existând în minoritate și vorbitori de rusă (1,81%).